# 伊利诺伊州 (苏夫扬·史蒂文斯专辑)
《伊利诺伊州》(英文：Illinois)（封面上写的是苏夫扬·史蒂文斯邀请你来：来感受这Illinoise (直译为“伊利诺伊的噪音”)，所以这张专辑有时候也被叫做Illinoise）是美国创作歌手苏夫扬·史蒂文斯（Sufjan Stevens）在2005年发布的概念专辑。这是他的第五张专辑，主打与美国伊利诺伊州的地点，事件及人物相关的歌曲。《伊利诺伊州》是苏夫扬第二张以美国州部为蓝本的专辑，是原定计划中 “美国五十州” 系列专辑的其中一张 (第一张为2003发布的《密歇根》)，但苏夫扬已经否认了这个计划，称那只是在开玩笑。
2004年年底到2005年年初，史蒂文斯辗转于纽约多个录音室，利用低保真度的录音棚设备和不同种类的乐器，最终完成了这张专辑的录制。他的词曲创作探索了伊利诺伊州的历史，文化，艺术和地理环境。为了能将这些内容融入到作品中，他翻阅了大量关于犯罪，文学和历史等方面内容的文献。专辑发布之后，史蒂文斯举行了一次世界巡回演唱作为宣传。
音乐评论家们高度赞扬了这张专辑优美的歌词和搭配复杂的管弦乐。他们明显看到史蒂文斯自《密歇根》发布以来作为一名创作歌手所取得的进步。《伊利诺伊州》被评论收集网站Metacritic提名为2005年最佳评论专辑，同时被收录在数家音乐平台的 “近十年最佳”（"best of the decade"） 榜单中，其中包括美国《Paste》杂志，（美国）全国公共广播电台以及《滚石》杂志。这张专辑是史蒂文斯迄今为止取得的最大的公众成就；他首度登上《告示牌二百强专辑榜》并在 “热点专辑搜寻榜”（"Heatseekers Albums"） 上位列榜首。这张专辑在不同种类的乐器应用和实验音乐创作上被拿来与史蒂夫·莱克，尼尔·杨和治疗乐队的作品进行比较。除了伊利诺伊州被反复提及，基督教元素在史蒂文斯作品中的重要性也可见一斑，可以说，他的宗教信仰已经成为他创作生涯中一个不可或缺的命题。

## 背景，唱片和巡演

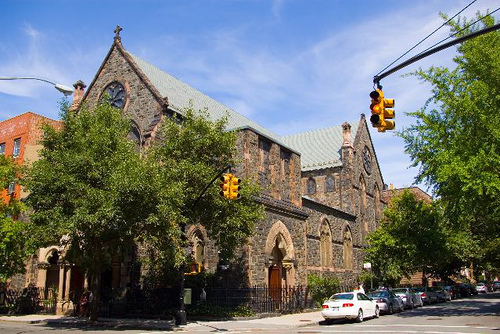
史蒂文斯辗转于纽约的多个地点进行《伊利诺伊州》的录制，其中包括布鲁克林的圣保罗大教堂。

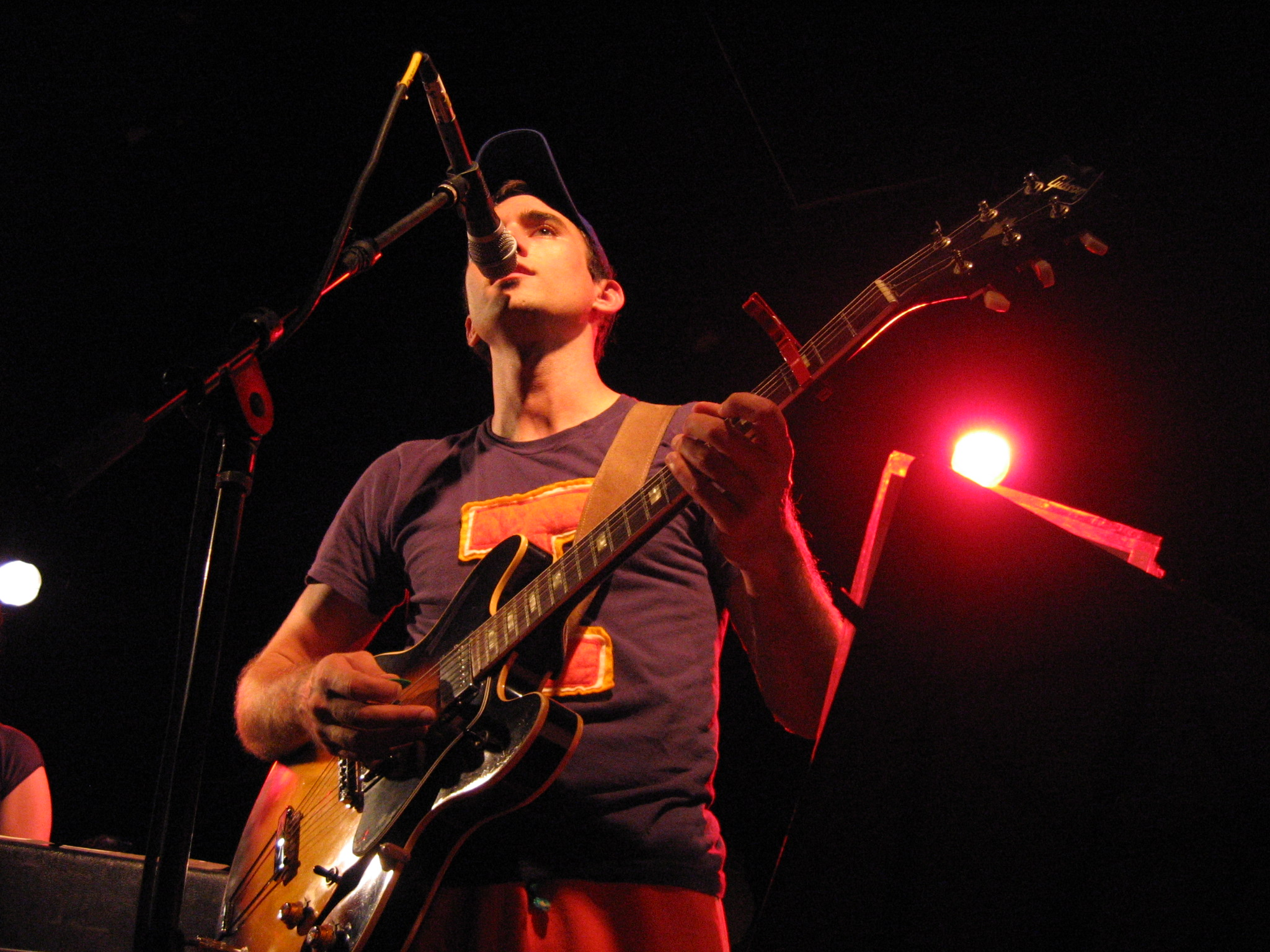
《伊利诺伊州》巡回演出期间苏夫扬·史蒂文斯在舞台上表演。 史蒂文斯和他的乐队——“伊利诺伊州噪音制造者” 一起，穿着伊利诺伊大学拉拉队队长的服装。

以《密歇根》作为首发专辑，史蒂文斯于2003年正式启动他的 “五十州” 系列专辑计划。此次他选择聚焦伊利诺伊州，因为这在他看来 “并不是一个跨越式的挑战”。他认为伊利诺伊州属于美国中西部的 “引力中心”。在创作这张专辑之前，史蒂文斯拜读了两位来自伊利诺伊州的作家——索尔·贝娄及卡尔·桑德堡的文学作品，此外又研究了早期移民资料。他还特意翻阅了伊利诺伊州的州史 ——他刻意地避开了当下热点，而更多地将重点放在过往的历史话题中。在伊利诺伊州的几个地区采风时，他询问了一些朋友以及网络聊天室的成员们关于当地的奇闻轶事。尽管他在2004年就已经开始创作以俄勒冈州为主题的歌曲，且初步考虑过发布单曲《罗德岛州》，但事实上史蒂文斯在2004年后就没有发布过以某个州为主题的专辑，他在2009年的《Paste》杂志的采访中也表示 “整个提议就是一个玩笑”。在2009年10月份接受《卫报》记者安德鲁·珀塞尔的采访时，他表示 “我不怕坦白承认，‘五十州计划’ 就是一个宣传噱头”。（美国）全国公共广播电台发表了他关于阿肯色州的歌曲——《上帝之鸟》（"The Lord God Bird"），而他搜集的与新泽西和纽约相关的素材最终收录于音乐原声带合辑The BQE (布鲁克林-皇后高速公路)。
《伊利诺伊州》中所有的歌曲从词曲，录制，策划到制作都由史蒂文斯一手包办，其中大部分歌曲都是在阿斯托里亚（皇后区）的 “The Buddy Project” 录音室及史蒂文斯位于布鲁克林的公寓里录制完成的。与他以往的专辑一样，史蒂文斯在不同的地点进行了录制，其中包括在布鲁克林的圣保罗大教堂录制的钢琴弹奏片段；在合作伙伴的公寓完成的弦乐和演唱部分；在克拉克斯伯勒（位于新泽西州）的新耶路撒冷休闲室录制的电子琴演奏 ；在纽约的卡罗尔音乐工作室完成的电颤琴演奏。史蒂文斯创作的大部分专辑都不使用合奏，更多地专注于词曲创作，表演形式以及技巧上的表达。他曾说过：“我太局限在自己的世界里了，《伊利诺伊州》值得更好的架构，大部分的时间我都是单独创作，我几乎一连几个月都锁在自己的录音棚里闭门造车。我让所有的一切都朝着最自然的方向发展，经常忘了站在听众的角度和现场表演的需求上考虑”。
史蒂文斯运用了低保真度的录音设备，这种设备可以保留最原始的音色，同时将《伊利诺伊州》的录制控制在最低成本。在录制过程中，他采用了音频采样率为32000赫兹的八轨道磁带，使用的麦克风也并不昂贵，型号包括舒尔SM57动圈乐器话筒及爱科技的C1000电容式乐器拾音麦克风。此外，他还运用了数位音讯工作站平台Pro Tools进行混音及其他成品任务的录制。
在和迈克尔·柯夫曼以及美国独立音乐厂牌Asthmatic Kitty的创始人之一洛厄尔·布拉姆斯探讨了专辑歌曲录制数量的相关事宜之后，史蒂文斯反对录制双碟装专辑，他认为这样太不尊重听众了, 专辑歌曲应该重质而不是重量。在2006年，陆续录好的几卷小样被送到西雅图音乐家协会及制作人詹姆斯·麦卡利斯特手中，由他进行后期修缮并最终在2006年收录于后续专辑《雪崩: 专辑<伊利诺伊州>的未收录及附加片段》(The Avalanche: Outtakes and Extras from the Illinois Alblum)。在这些未收录片段中，其中三段是来自于歌曲《芝加哥》的遗珠片段（其中包括 “多重人格障碍版本”），这个片段出现在了之后的巡回演唱会中。歌曲的另一个版本——“适合当代成年人聆听的版本” 本来准备收录于《伊利诺伊州》, 但史蒂文斯在最后一秒改变了主意。
《伊利诺伊州》于2005年7月4号在欧洲通过英国独立厂牌Rough Trade Records进行了发布，并于2005年7月5号开始由美国唱片公司Asthmatic Kitty Records引进推广。虽然史蒂文斯一开始并没有打算进行专辑内容的现场演出，但在《伊利诺伊州》发布两周之后，为了推广这张新专辑，他开始在北美进行巡回演出，他在演出中加入了一段弦乐合奏 (约8至10人)，并称他们为 “伊利诺伊噪音制造者”。他有意避开了电视采访这个宣传手段，更多的专注于自己的巡回表演中。他的其中几场演出得到了利斯·简斯（同样为Asthmatic Kitty的签约歌手）和美国唱作歌手Laura Veirs的公开助阵，以及在《伊利诺伊州》中参与出演的美国唱作歌手Shara Nova的帮助，Shara现场表演了个人秀 “我最闪亮的钻石”（My Brightest Diamond）。在2006年的9月到11月他再次举办了巡演为专辑进行宣传，这一次还包括了欧洲的几个城市。在2006年的演出中，史蒂文斯和他的乐队设计了不同的服装造型，包括身穿伊利诺伊大学的主题服装，以及挑战了蝴蝶套装和鸟类翅膀等造型。

## 音乐风格及主题
音乐评论家们认为这张专辑与其他几种流派的音乐家及作曲家的作品—从流行音乐到当代古典乐，甚至包括流行曲调及爵士乐拍号之间都存在着共通之处。歌词本身的文学性和深刻的主题内容也被拿来与拉尔夫·沃尔多·爱默生，威廉·卡洛斯·威廉斯以及沃尔特·惠特曼等诗人的作品进行比较。在这张专辑中还可以看到一些其他的音乐类别标签，如独立民谣(indie folk)，独立流行(indie pop)，巴洛克流行(baroque pop)，独立摇滚(inide rock)，民谣摇滚(folk rock) ，反传统民谣(anti-folk),室内民谣(chamber folk)以及lo-fi (低保真) 音乐。

### 音乐风格
《伊利诺伊州》的点评家还将史蒂文斯的风格与斯蒂夫·莱奇，文斯·葛拉第，丹尼尔森之家，尼尔·杨，尼克·德雷克，俏妞的死亡计程车等人/乐队的作品进行了比较。史蒂文斯在他的音乐中融入了大量的管弦乐改编成分，其中大部分都是由他本人演奏，然后通过多轨录音机进行录制的，这种创作方式收获了一众音乐评论家的一致好评。《滚石》杂志是这样概括《伊利诺伊州》的音乐号召力的：“专辑中的音乐灵感源于高中仪乐队，体现了曲调和氛围电子乐；我们怀疑史蒂文斯家里时常播放着史蒂芬·迈克尔·莱许的唱片《致18位音乐家的音乐》(Music for 18 Musicians)，因为这反复出现在他的长长的乐器演奏片段里。” 娱乐报纸《影音俱樂部》的一篇评论称虽然其中某些声乐片段有“回归的矫饰地方自治主义”之嫌，但史蒂文斯的音乐大致上可以说是“高度发达的”。其中歌曲《来吧！来感受这伊利诺伊之音》中的萨克斯风吹奏片段就来自于治疗乐队的《靠近我》("Close to Me")。

《伊利诺伊州》代表着史蒂文斯在创作上的一个转变，他之前的重点在于歌词写作，以及对现场表演的预期效果和声音等更为抽象层面的录音制作，但在之后的巡演和专辑中，他更多地强调在《密歇根》和《伊利诺伊州》中涉及到的电子音乐和现代舞曲等独立民谣成分。他开始停止创作关于独立人格的歌曲，这些歌曲大部分都是以直白的歌词叙述和概念专辑的形式创作的，而他也初步设想过，在这张专辑的创作到后期宣传完成后，要完全从音乐圈隐退。他发现在制作了《伊利诺伊州》之后，自己听音乐的方式发生了变化。
我现在更多的是站在技巧和调研的角度上来听歌，我会一边听音乐一边考虑我可以从中提取到什么，这种状态好像已经持续很久了。我很难做到专注享受听歌的乐趣。我很少出于本能欣赏歌曲，大部分时候我都是一个关注歌曲功能的听众。比如，这首歌的作用是什么？这段音乐对于主题或内容表达起了哪些作用?他们为什么要使用那些特别的唱腔，而我可以从中学到什么？————史蒂文斯，2006
史蒂文斯系统地学习过古典双簧管的演奏，而他在古典乐和巴洛克音乐方面的知识储备对他的创作手法产生了深厚的影响。史蒂文斯本身还受到伊戈尔·费奥多罗维奇·斯特拉文斯基，谢尔盖·瓦西里耶维奇·拉赫玛尼诺夫以及爱德华·格里格等作曲家的影响；同时特里·赖利，斯蒂夫·莱奇和菲利普·格拉斯等当代作曲家也对他产生了启迪。这张专辑的音乐叙事风格宏伟，将伊利诺伊州这片土地上的历史发展轨迹娓娓道来。史蒂文斯在《伊利诺伊州》的作曲上运用了不同的拍号来实现动态效应。例如，《来吧！来感受这伊利诺伊之声》开头运用的拍号为4/5，而在歌曲的后半部分则换成了标准的4/4拍。

### 《伊利诺伊州》主题
《伊利诺伊州》的大部分歌词涉及到的人名，地名和事件都在当地是真实存在的。《关于在伊利诺伊高地附近观看不明飞行物》是指发生在伊利诺伊高地附近的一次警察调查不明飞行物的事件，当时几名民众反映在夜空中看见了一个亮着三颗灯的巨型三角飞行物。《来吧！来感受这伊利诺伊之声》则提到了1893年在芝加哥举办的芝加哥哥伦布纪念博览会。
《约翰·韦恩·盖西》的歌名则是19世纪70年代芝加哥连环杀人案凶手的名字。其中有几段歌词明确提到了他的生活经历：“当组合秋千撞击在他的头上”指的是在盖西童年时期，有一次曾被秋千撞到头，造成他大脑中凝结了一个血块；“他为他们装扮成了一个小丑/脸上涂抹了白色与红色的颜料”暗指的是人们给盖西取的外号——“杀手小丑”；而 “他将布条覆盖在他们的嘴唇上/安静的抚摸，安静的吻落在嘴唇上”描述的是盖西使用三氯甲烷麻醉受害者之后对他们进行侵犯的场景。这首歌以一个独白者的背影作为结尾，同步歌词为：“而我最好的行为，实际上就是像他一样/揭开我的地板来发现我的秘密”。 2009年，史蒂文斯在《Paste》杂志采访中表示：“我们都有能力做到（盖西）做的事。”
《卡西米尔普拉斯基日》（Casimir Pulaski Day)将个人经历与伊利诺伊州的节日“卡西米尔普拉斯基日”结合在一起。《大都会来的那个男人窃走了我们的心》("The Man of Metropolis Steals Our Hearts")写的是超人的故事，在科幻作品的设定中，超人来自一个叫大都会的城市，而这个城市是以芝加哥（这里的城市名 “梅特罗波利斯 (伊利诺伊州)” 在英文中首字母是大写的）为部分原型描绘的。《芝加哥读者》(Chicago Reader)的杰西卡·霍珀还指出罗伊·米德尔顿（第一位扮演漫画中的超级英雄的演员）同样出生于芝加哥。《啊！他们是夜晚的僵尸！!他们住在隔壁！!他们死而复生！!》("They Are Night Zombies!! They Are Neighbors!! They Have Come Back from the Dead!! Ahhhh!")描述的是伊利诺伊州的一个鬼镇。史蒂文斯在《栅栏后的食人蜂要冲出来咬我们了》( "The Predatory Wasp of the Palisades Is Out to Get Us!")中融入了他小时候在密歇根参加过的一次夏令营的经历，但为了贴合这张专辑的设定，他将地点挪到了伊利诺伊州。《迪凯特，抑或，献给你继母的掌声》("Decatur, or, Round of Applause for Your Stepmother!")则提到了迪凯特，但史蒂文斯称这段音轨还另外作为“韵律格式的练习”。歌曲中其他跟迪凯特相关的还有当地的短吻鳄观赏活动，设备制造商卡特彼勒有限公司(Caterpillar)，以及受到洪流冲洗后暴露出来的南北战争时期的战士墓地。

### 基督教主题
虽然《伊利诺伊州》是一张以美国州部为蓝本的概念专辑，史蒂文斯同样也探索了与基督教及圣经相关的主题。作为一名基督教徒，他创作并记录了他生命中的与灵魂话题相关的音乐，这在他2004年的专辑《七只天鹅》（Seven Swans）中体现的尤为明显，比起直接在公众前演讲或接受采访，他更倾向于在歌曲中讨论宗教性的话题。在《迪凯特，抑或，献给你继母的掌声》中有这样的文字：“我就是伟大本身”—来自于《出埃及记》（第三章第14页）中，摩西询问上帝名字时他给出的回答("I Am that I Am")。《卡西米尔普拉斯基日》描述了一个人在爱人因骨癌逝世后，向上帝发出质询的过程。在《大都会来的那个男人窃走了我们的心》中还出现了更为幻觉似的抽象描写，超人被塑造成基督教徒的形象。而《先知之塔》则借鉴了《启示录》和耶稣再临的内容。而有些歌曲，如《约翰·韦恩·盖西》，虽然没有直接描写神学内容，但也涉及了罪孽与救赎等宗教主题。